# Tigre d'Ennedi
Le Tigre d'Ennedi est un cryptide qui aurait été observé à plusieurs reprises sur le plateau de l'Ennedi au Tchad, en Afrique centrale. Il s'agit d'un des nombreux félins à dents de sabres présents dans de multiples folklores au Tchad, en Centrafrique, au Congo kinshasa , au Congo Brazzaville, au Kenya, en Ouganda, au Soudan du Sud et en Angola. 
Son existence n'a jamais été prouvée et son étude relève donc de la cryptozoologie. La plupart des témoignages enregistrées datent du vingtième siècle, bien que quelques témoignages plus récents aient été enregistrés autour du fleuve Dja et de la rivière Boumba,.   

## Description
La créature, selon les rapports qui commencèrent à être enregistrés au vingtième siècle durant la période coloniale, est légèrement plus grande qu'un lion (plus de 1,50 m) et a une queue courte et recouverte de poils épais. Ses canines sortiraient de sa bouche, et certains témoins ont affirmé que cela la gênerait pour ouvrir la bouche, et que par conséquent, elle ne mangerait que de petites proies. D'autres témoins ont affirmé que le tigre d'Ennedi serait assez fort pour transporter de grandes antilopes. Ses pieds seraient velus et l'animal serait plantigrade. Sa coloration serait rouge ou brun rougeâtre avec des rayures verticales blanchâtres ou jaunâtres. Il serait nocturne (les yeux luisent selon certains témoins) et vivrait dans des grottes dans le district d'Ouaddaï, dans la chaîne de l'Ennedi. Les tigres d'Ennedi n'auraient qu'un seul petit à la fois.   
Il existe des témoignages sur des individus tués, et sur des ossements conservés par les populations locales, mais les recherches organisées pour les retrouver se sont soldées par des échecs. 
En Centrafrique, l'animal est réputé avoir un pelage rouge marqué de taches ou de rayures claires (certains récits parlent même d'individus au pelage noir), et le poil du dessus des pattes long et épais, empêchant le repérage de ses traces sur le sol. Une espèce de mite est réputée suivre ses traces. Le « tigre des montagnes » est appelé Koq-Nindji, hadjel, ou encore Biscoro au Tchad,.

## Les «lions d'eau»
Il existe aussi des récits au sujet de « lions d'eau », appelés Ndzé-ti-ngou ou Mamaïmé en Centrafrique, N'gooli au Cameroun, ou encore Coje ya menia en Angola (souvent les noms donnés signifient « lion » ou « panthère d'eau »). L'animal serait plus grand qu'une panthère (Selon Mgr Van Horne, évêque de Rafaï, en Centrafrique, sa longueur serait de 1m60, et sa hauteur de 1m), avec une queue très courte, de grandes canines sortants de sa bouche, et menant un mode de vie partiellement aquatique. Le pelage serait jaune ou orange avec des taches et des rayures horizontales noires. Des individus noirs ont été signalés. Un témoin a affirmé que ces créatures auraient des « ailes d'eau », ce qui désignerait peut-être des pieds palmés. Les lions d'eau émettraient de puissants rugissements (« semblables au vent juste avant un orage »), vivraient dans des cavernes le long des berges, et se rencontreraient parfois en couples. Des témoins ont récemment affirmé que les lions d'eau attaqueraient les gorilles, lorsque ces derniers viendraient s'abreuver.  
Des hippopotames morts ou agonisants portant de profondes entailles, différentes de celles infligées par les dents des hippopotames et qui pourraient, selon les cryptozoologues, avoir été infligées par des fauves aux dents de sabre, ont été trouvés des années 1920 aux années 1970,. Les lions d'eau sont réputés attaquer les hippopotames et les éléphants, non pour les dévorer, mais pour protéger leur territoire. Les lions d'eau ne les dévoreraient pas sur place, et Bernard Heuvelmans a suggéré que les lions d'eau emporteraient leurs proies sous l'eau pour pouvoir rendre les chairs délitables. Le lapement du sang des proies a été également signalé par certains témoins. Les lions d'eau seraient dangereux pour l'homme.

## Interprétations

### Existence légendaire
L'existence des « tigres des montagnes » et des « lions d'eau » n'a jamais été concrètement prouvée : aucun individu vivant ou mort n'a jamais été étudié. Aucun reste fossile ne permet d'attester la survivance récente des machairodontes. La plupart des témoignages sont relativement anciens, et même s'ils proviennent de zones reculées (forêts montagneuses, marécages) l'Afrique reste de nos jours frappée par d'intenses trafics d'animaux sauvages (par exemple dans les régions ou le cryptozoologue Michel Ballot a récolté des témoignages sur les lions d'eau et sur le Mokélé-mbembé, le chercheur a constaté de nombreux actes de braconnage, notamment contre les éléphants de forêt), alors qu'aucun fauve à dent de sabre n'ait été jusqu'à présent trouvé, bien que des témoignages existent sur des captures de lions d'eau.   
Les récits sur des fauves à dents de sabre africains pourraient aussi être des réminiscences d'animaux préhistoriques (et notamment des machaïrodontes) au sein de la mémoire collective de certains peuples africains, qui, à travers les mythes et les récits, en auraient ainsi gardés le souvenir.

### Félin(s) inconnu(s)
Les cryptozoologues considèrent les témoignages comme fiables, car continus dans le temps, et présents dans de vastes régions difficiles d'accès (dans les marécages notamment), provenant de témoins variés et issus de peuples (selon eux connaissant bien leurs territoires, et différenciant ces créatures des lions et des panthères) et de pays différents, et donnant des témoignages cohérents. Certains témoins ont désigné dans les années 1930 et 1970,  parmi plusieurs repères iconographiques, des dessins de smilodons comme la représentation la plus proche des lions d'eau, alors que ces derniers étaient illettrés et ne connaissaient rien à la paléontologie. Les cryptozoologues pensent qu'il pourrait s'agir des derniers survivants de la sous-famille des Machairodontinés, car les témoins évoquent deux dents sortant de la bouche et une queue courte, présentes chez les machaïrodontes, alors que ce taxon est censé être éteint depuis au moins 12 000 ans. Heuvelmans a suggéré qu'il pourrait exister deux types de machaïrodontes inconnus en Afrique centrale : une espèce terrestre et nocturne vivant dans les forêts montagneuses du Tchad, et une autre, aquatique occupant une niche écologique empêchant toute concurrence avec les autres mammifères carnivores.       
Le cryptozoologue Christian Le Noël, qui a enquêté sur ces créatures en Centrafrique dans les années 1970, tentera d'expliquer l'échec des recherches d'ossements conservés selon certains témoins dans des villages : « M'étant rendu dans ce village, j'interrogeai le chef, qui refusa de me donner des renseignements (...), et cela malgré la forte somme que je lui proposais pour voir le crâne. Cette réaction est normale, les indigènes de ces régions reculées ont tous le souci de garder secrètes certaines informations, car, disent-ils, "ce sont nos derniers secrets, les Blancs connaissent tout et nous ont tout pris : si nous leur révélons nos derniers secrets, il ne nous restera plus rien" ».